# 사이베리아 (2002년 비디오 게임)

사이베리아(Syberia)는 Microids가 개발, 배급한 어드벤처 게임이다. 주인공 케이트 워커는 자신의 로펌을 대표하여 계약을 종결짓는 것을 시도하고 유럽과 러시아를 거치며 여행한다. 이 게임은 케이트의 휴대 전화에서 수신되는 전화를 통해 이야기가 진행된다.

## 평가
사이베리아는 대체적으로 긍정적인 평가를 받았다.

## 속편
사이베리아의 속편은 케이트 워커의 사이베리아 여행을 그대로 잇는 사이베리아 II로, 2004년에 출시되었다.